# Chen Ding
Chen Ding (chiń. 陈定; ur. 5 sierpnia 1992) – chiński lekkoatleta specjalizujący się w chodzie sportowym.
W 2008 roku został wicemistrzem świata juniorów w chodzie na 10 000 metrów. Tuż za podium – na czwartym miejscu – ukończył chód na 20 kilometrów podczas igrzysk Azji Wschodniej (2009). Mistrz olimpijski w chodzie na 20 kilometrów z Londynu (podczas tej imprezy ustanowił czasem 1:18:46 nowy rekord olimpijski. Mistrz świata w chodzie na 20 kilometrów z Moskwy w 2013 roku. 
Medalista mistrzostw Chin w różnych kategoriach wiekowych.
Rekordy życiowe: chód na 20 kilometrów – 1:17:40 (30 marca 2012, Taicang), chód na 10 kilometrów – 38:23 (2010), chód na 10 000 metrów: 39:47,20 (11 lipca 2008, Bydgoszcz) – rezultat ten jest najlepszym wynikiem w historii uzyskanym przez juniora młodszego oraz rekordem Azji juniorów.

## Osiągnięcia
| Rok  | Impreza                           | Miejsce        | Konkurencja              | Lokata      | Wynik    |
| ---- | --------------------------------- | -------------- | ------------------------ | ----------- | -------- |
| 2008 | Puchar świata w chodzie sportowym | Czeboksary     | chód na 10 km (juniorzy) | 2. miejsce  | 40:12    |
| 2008 | Mistrzostwa świata juniorów       | Bydgoszcz      | chód na 10 km            | 2. miejsce  | 39:47,20 |
| 2009 | Igrzyska Azji Wschodniej          | Hongkong       | chód na 20 km            | 4. miejsce  | 1:28:04  |
| 2010 | Puchar świata w chodzie sportowym | Chihuahua      | chód na 20 km            | 6. miejsce  | 1:23:49  |
| 2012 | Puchar świata w chodzie sportowym | Sarańsk        | chód na 20 km            | 8. miejsce  | 1:21:05  |
| 2012 | Igrzyska olimpijskie              | Londyn         | chód na 20 km            | 1. miejsce  | 1:18:46  |
| 2013 | Mistrzostwa świata                | Moskwa         | chód na 20 km            | 1. miejsce  | 1:21:09  |
| 2014 | Puchar świata w chodzie sportowym | Taicang        | chód na 20 km            | 15. miejsce | 1:20:28  |
| 2015 | Mistrzostwa świata                | Pekin          | chód na 20 km            | 9. miejsce  | 1:21:39  |
| 2016 | Igrzyska olimpijskie              | Rio de Janeiro | chód na 20 km            | 39. miejsce | 1:23:54  |